# Simulare (drept)
În drept, simularea este un acord purtat între două persoane (fizice sau juridice) pe baza unui act secret, care diferă de actul original. Un asemenea act nu devine ilegal decât atunci când încalcă un act normativ în vigoare.